# Rho Cassiopeiae
Rhô de Cassiopée
Désignations
Rho Cassiopeiae (ρ Cas / ρ Cassiopeiae) est une hypergéante jaune de la constellation de Cassiopée. Elle est située à une distance d'environ 1 050 pc (∼3 420 al) de la Terre.
Rhô Cassiopeiae est de type spectral G2, mais à tout moment son éclat peut augmenter à l'occasion d'une éjection de matière. Elle est une candidate sérieuse au titre de la prochaine supernova visible dans la Voie lactée. Tout près d'elle sur le ciel se trouve V373 Cassiopeiae (en).

## Histoire
Cette hypergéante jaune - l'une des 12 étoiles de ce type connues dans la Galaxie - a un diamètre 450 fois plus grand que celui du Soleil (soit environ 626 707 800 km) et brille 1 million de fois plus que ce dernier. On estime que tous les 50 ans, Rhô Cassiopeiae perd brusquement une masse équivalent à 10 000 fois celle de la Terre. Son dernier sursaut a été observé en 2000. 

## Galerie

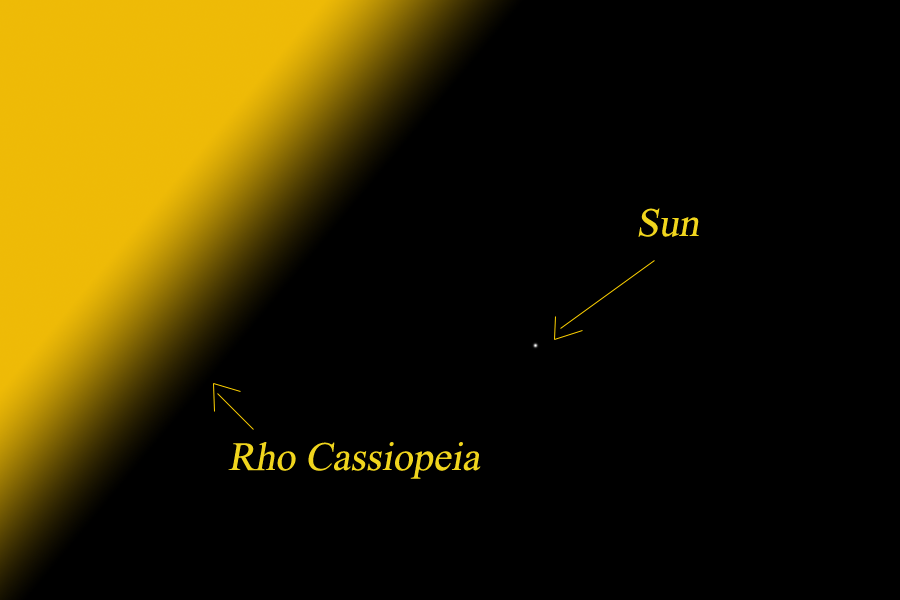
Comparaison de Rho Cassiopeiae au Soleil.
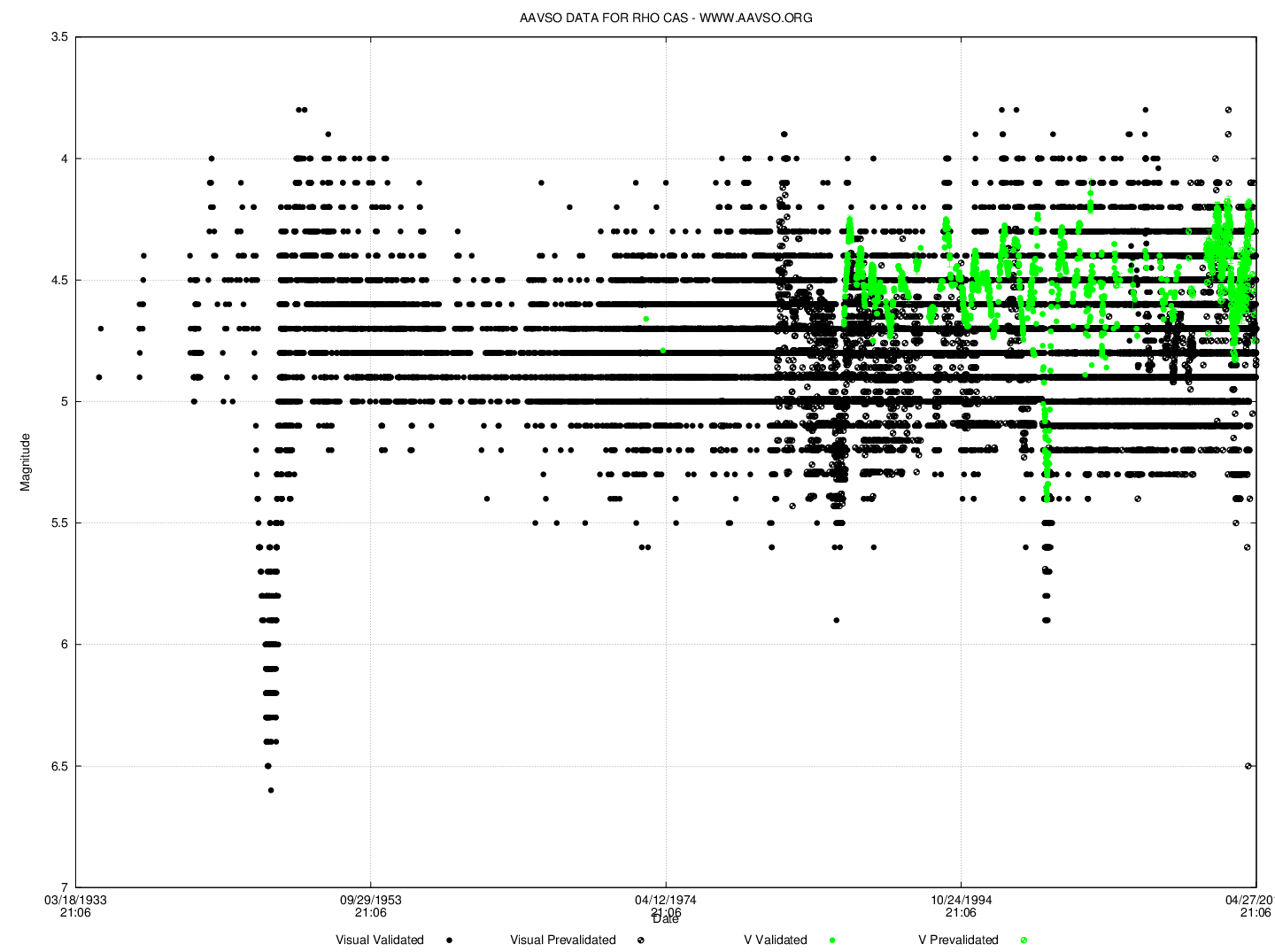
Courbe de lumière en magnitude apparente de Rho Cas entre 1933 et 2015.